# Matt Birk
Matthew Robert Birk  (23 de julio de 1976 en St. Paul) es un exjugador de fútbol americano que ocupaba la posición de Centro y que militó en las filas de los Baltimore Ravens de la National Football League (NFL). Fue seleccionado por los Minnesota Vikings en la sexta ronda del draft de 1998 NFL . Jugó fútbol americano colegial en Harvard.
Birk ha sido seleccionado dos veces All-Pro y seis veces Pro Bowl.

## Carrera universitaria
Birk se graduó de la Universidad de Harvard en 1998 con una licenciatura en Economía . Mientras jugaba para el Harvard Crimson, alcanzó All- Ivy League , All-New England y la División I-AA All- CEAC honores del primer equipo de fútbol.

## Carrera profesional

### Minnesota Vikings
Birk fue seleccionado por los Minnesota Vikings en la 6 ª ronda (173 global) del draft de 1998 NFL . Durante sus dos primeras temporadas con los Vikings, él apareció en 22 juegos como una copia de seguridad liniero ofensivo . En 2000, se hizo cargo del puesto en el centro de los vikingos, a partir de los 16 partidos fue nombrado a su primer Pro Bowl. Birk fue titular en todos los juegos de los Vikingos en el centro en las temporadas 2000 a 2003.
En 2004, Birk se perdió los últimos cuatro partidos de la temporada debido a una cirugía para tratar una hernia deportiva . Se perdió toda la temporada 2005 con una lesión en la cadera que requirió cirugía.
Birk volvió en 2006, de nuevo en la línea ofensiva de los vikingos desde el punto central, y ganar su quinta selección Pro Bowl en su carrera . En 2007, Birk fue nombrado Minnesota Vikings Man of the Year Award por sexto año consecutivo. También obtuvo su sexta selección del Pro Bowl, igualando a Mick Tinglehoff en apariciones en Pro Bowl por un centro de los vikingos.

### Baltimore Ravens
Siendo agente libre en la temporada baja 2009, Birk firmado por tres años y $ 12 millones con los Baltimore Ravens el 4 de marzo. El acuerdo incluye $ 6 millones garantizados.
El 4 de febrero de 2012, Birk fue premiado con el Premio Walter Payton al Hombre del Año por su labor dentro y fuera del campo. El 16 de marzo, Birk firmado un nuevo acuerdo de tres años con los Ravens.
El 3 de febrero de 2013 ganó su primer anillo de campeonato al derrotar a San Francisco 49ers por 34-31 en la final del Super Bowl XLVII. 
El 22 de febrero de 2013 Birk anunció su retirada de la NFL.

## Vida personal
Recientemente fue nombrado como el sexto atleta más inteligente por la revista Sporting News.
Birk es un activista Provida. Su esposa es voluntaria en un centro de crisis de embarazo y participó en la Marcha por la Vida en Maryland en 2011.
Birk es parte de la Iglesia católica y actualmente está esperando la llegada de su sexto hijo.
En octubre de 2012, antes de una votación de referéndum en Maryland, Birk se manifestó en contra del matrimonio gay, reiterando lo que la Iglesia Católica enseña acerca de la atracción homosexual. A pesar de esta insistencia, un número indeterminado de seguidores y activistas le gritó en sus declaraciones y declaró un boicot a sus recuerdos de la NFL, mientras que un número no especificado de aficionados por igual y activistas han apoyado la compra de sus recuerdos de la NFL.